# Adriaan van Bredehoff (1672 - 1733)
Adriaan van Bredehoff (Hoorn 1672 - 23 januari 1733) is een voormalig Nederlands politicus. Hij was tevens de opvolger van zijn vader François van Bredehoff als heer van Oosthuizen. Bij zijn overlijden was Van Bredehoff schout van de stad Hoorn, hij was schout geworden door een afspraak die zijn vader, François van Bredehoff, had gemaakt met Willem III. De overige regenten van Hoorn waren hier op tegen en zorgden ervoor dat na het overlijden van Adriaan van Bredehoff het schoutambt roulerend zou worden.

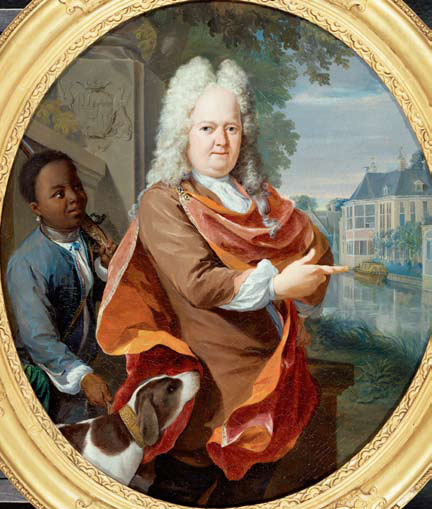
Schilderij van Van Bredehoff en zijn zwarte bediende Tabo Jansz. Op de achtergrond de woning van Van Bredehoff in Oosthuizen. Geschilderd vanaf de dijk van de Beemsterringvaart.

In 1727 werd Van Bredehoff samen met zijn slaaf geschilderd voor zijn woning in Oosthuizen. Hij werd net als vele andere regenten uit Hoorn geschilderd door Nicolaas Verkolje uit Delft. De slaaf heette Tabo, het schilderij hangt in het Westfries Museum in Hoorn. Op het schilderij toont Van Bredehoff zijn woning in Oosthuizen met schuin achter hem de donkere Tabo. Op het pendant staat Van Bredehoff's vrouw afgebeeld.
In 1729 werd Van Bredehoff als Schout van Hoorn verzocht om Albert Sonck te vervolgen. Sonck werd verdacht van sodomie, hij zou een seksuele relatie hebben gehad met zijn knecht. Van Bredehoff verzocht om onttrokken te worden van de procedure omdat Sonck getrouwd was met Johanna Machteld van Bredehoff, de zus van Adriaan.
Na het overlijden van Van Bredehoff liet hij zijn 'swarte jongen' Tabo Jansz 12.000 florijnen na. Tabo werd daarmee tevens een vrij man. Hij opende in Oosthuizen een tabakswinkel en trouwde een Nederlandse vrouw: Wometje Bakkers. Hierna gebruikte Tabo de Nederlandse naam Adriaan de Bruijn.